# Anantapur
Anantapur là một thành phố và khu đô thị của quận Anantapur thuộc bang Andhra Pradesh, Ấn Độ.

## Địa lý
Anantapur có vị trí 14°41′B 77°36′Đ / 14,68°B 77,6°Đ Nó có độ cao trung bình là 335 mét (1099 feet).

## Nhân khẩu
Theo điều tra dân số năm 2001 của Ấn Độ, Anantapur có dân số 220.951 người. Phái nam chiếm 51% tổng số dân và phái nữ chiếm 49%. Anantapur có tỷ lệ 69% biết đọc biết viết, cao hơn tỷ lệ trung bình toàn quốc là 59,5%: tỷ lệ cho phái nam là 77%, và tỷ lệ cho phái nữ là 62%. Tại Anantapur, 10% dân số nhỏ hơn 6 tuổi.